# The Cheetah Girls (colonna sonora)
The Cheetah Girls è la colonna sonora del film Una canzone per le Cheetah Girls di Disney Channel. È stata registrata dalle Cheetah Girls, dai Sonic Chaos, Char, Hope 7, e Christi Mac. È uscita in un'edizione speciale. Common Sense Media's ha complimentato le Cheetah Girls per come hanno cantato, ma ha denominato la produzione "prefabbricata" e ha disapprovato la presentazione musicale.
L'album è arrivato al numero 33 nella classifica statunitense Billboard 200 e ha vinto un premio Disco di Doppio Platino, con più di 2 milioni di copie vendute negli Stati Uniti da solo. È uno degli album più venduti della Walt Disney, assieme alla colonna sonora di High School Musical.

## Billboard 200
- Billboard 200 peak: numero 33
- Top Internet Albums: numero 82
- Top Kid Audio: numero 1
- Top Soundtracks: numero 1
- Copie vendute (Stati Uniti d'America): 2,0 milioni
- RIAA certification: Doppio Platino

## Tracce
1. Cheetah Sisters – 3:06
2. Cinderella – 3:38
3. Girl Power – 2:47
4. Together We Can – 1:35
5. C'mon – 1:24
6. Girlfriend – 3:29
7. Breakthrough – 2:43
8. End Of The Line – 1:38